# Agoura Hills
Agoura Hills (prononcé : /əˈɡɔːɹə ˈhɪlz/) est une ville du comté de Los Angeles, dans l'État de Californie aux États-Unis, située dans la vallée de Conejo.

## Présentation
Elle compte 20 299 habitants (2020).
Sa superficie est de 21,2 km2.
C'est la ville où se sont créés les groupes musicaux Linkin Park et Hoobastank, connus dans le monde entier. C'est également la ville natale de Justin Berfield, acteur qui interprète Reese dans la série télévisée Malcolm et de Doja Cat, rappeuse américaine qui a chanté Paint The Town Red (et qui a fait aussi un tube avec le nom de sa ville natale "Agora Hills").

## Démographie
| 1990   | 2000   | 2010   |
| ------ | ------ | ------ |
| 20 390 | 20 537 | 20 330 |

| 2020   | - | - |
| ------ | - | - |
| 20 299 | - | - |